# Brännhedtjärnen, Norrbotten
Brännhedtjärnen är en sjö i Piteå kommun i Norrbotten och ingår i Åbyälvens huvudavrinningsområde.